# Gibba
Gibba, pseudonimo di Francesco Maurizio Guido (Alassio, 18 dicembre 1924 – Albenga, 7 ottobre 2018), è stato un animatore, regista, fumettista, illustratore e scrittore italiano.

## Biografia
Pioniere del cartone animato italiano, nasce ad Alassio, in Liguria. Inizia a lavorare nel campo dell'animazione appena diciottenne negli anni Quaranta alla Macco Film di Roma con Carlo Cossio e Vittorio Cossio. Dopo la chiusura della Macco Film a seguito di un incendio passa a lavorare alla Incom al fianco di Antonio Rubino e Niso Ramponi detto Kremos. Durante la guerra collabora brevemente alla realizzazione di La rosa di Bagdad di Anton Gino Domeneghini. Terminato il conflitto mondiale torna a Roma dove collabora brevemente con Federico Fellini per il cortometraggio animato rimasto incompiuto Hello Jeep!. Tornato ad Alassio, fonda con Giannetto Beniscelli l'Alfa Circus, dando vita al primo spot animato del dopoguerra e all'unico esempio riconosciuto di mediometraggio neorealista animato, L'ultimo sciuscià (1946).
Tornato nella Capitale nei primi anni cinquanta realizza i lungometraggi Rompicollo e I Picchiatelli in collaborazione con Antonio Attanasi. Stringe amicizia col produttore Ezio Gagliardo che lo mette a capo del reparto animazione della Corona Cinematografica per la quale realizza decine di documentari in animazione destinati ai Premi Governativi e il lungometraggio Il racconto della giungla (1973). Sempre per la Corona realizza inoltre serie animati per gli Stati Uniti come Popeye e Kresy Kat. Lasciata la Corona verso la metà degli anni Settanta, continua a lavorare come free-lance realizzando molti cartoni animati per la RAI.
Di quegli anni sono il lungometraggio cult Il nano e la strega (1973), primo film d'animazione erotico italiano, e le sequenze animate per i film ...E tanta paura (1976) di Paolo Cavara e Scandalosa Gilda (1986) di Gabriele Lavia. Attivo fino agli anni Novanta, tra i suoi ultimi lavori si ricordano il lungometraggio Kim (1991) e la sigla TV di Linda e il brigadiere con le versioni animate di Nino Manfredi e Claudia Koll. Fino al 1980 è stato presidente dell'Unione Nazionale Tecnici del Film di Animazione (UNAC) e in carriera ha ricevuto numerosi premi per le sue opere. Alla professione di animatore ha spesso affiancato quelle di fumettista, vignettista, illustratore, pittore e scrittore.

## Premi
- 1964 - Marc'Aurelio d'oro per il Cinema d'Animazione
- 1975 - Medaglia d'oro "La vita per il cinema"
- 1978 - Premio Fantoche "Cinema d'animazione"
- 1992 - Medaglia d'argento Premio Letterario “Pieve S. Stefano”
- 2001 - Maestro del cinema di animazione all'Expocartoon

## Filmografia

### Lungometraggi
- 1973 - Il nano e la strega (non accreditato)
- 1974 - Il racconto della giungla
- 1991 - Kim

### Mediometraggi
- 1961 - Centomila leghe nello spazio

### Cortometraggi
- 1947 - L'ultimo sciuscià
- 1952 - Attanasio cavallo vanesio
- 1962 - Cucciolino cerca guai
- 1962 - I pittori della preistoria
- 1962 - Menenio e i petrolieri
- 1962 - Oggi sposi
- 1962 - Anastasio pittore
- 1962 - Gita in campagna
- 1962 - I due sfaticati
- 1965 - Rapsodia sarda
- 1965 - Le Papillon
- 1965 - L'appuntamento
- 1976 - Il merlo
- 1976 - We must remeber
- 1976 - Bloody Peanuts [inserto per ...e tanta paura di Paolo Cavara]
- 1986 - Scandalosa Gilda [inserto per Scandalosa Gilda di Gabriele Lavia]
- 1994 - Le village de la joie

### Cortometraggi pubblicitari
- 1946 - Pallino il pescatore [per Amaro Cora]
- 1946 - Temporale d'estate [per Impermeabili Brown]
- 1952 - Contrattacco Alka / Operazione A. S. [per Alka-Seltzer]
- 1966 - Chi è quest'amico? / Black il guastatore [per Esso]
- 1979 - Pazza per Findy [per Findus]

### Collaborazioni come animatore
- 1942 - Pulcinella e il temporale di Luigi Giobbe
- 1943 - Crescendo rossiniano di Antonio Rubino
- 1944 - La rosa di Bagdad di Anton Gino Domeneghini
- 1954 - Baracca e burattini di Sergio Corbucci
- 1958 - C'era una volta un soldatino (o L'Acciarino magico) di Vittorio Cossio e Luciana Punsuti
- 1961 - Pulcinella cetrulo d'Acerra di Antonio Attanasi
- 1962 - Roma anna zero di Paolo Uccello
- 1965 - Gatto Filippo licenza di incidere di Pino Zac
- 1976 - ...e tanta paura di Paolo Cavara
- 1986 - Scandalosa Gilda di Gabriele Lavia

### Serie e Intermezzi
- 1964 - Popeye (6 episodi)
- 1965 - Kresy Kat (15 episodi)
- 1968 - Motorino
- 1971 - I bottoni
- 1974 - Intermezzo
- 1977 - Semplicino
- 1978 - SuperGulp! Fumetti in TV (i 5 episodi de L'Uomo Mascherato la Banda Aerea)
- 1987 - La storia in diretta
- 1987 - Barzellette storiche

### Titoli di testa
- 1959 - Tipi da spiaggia di Mario Mattoli
- 1967 - Little Rita nel West di Ferdinando Baldi
- 1982 - Il tifoso, l'arbitro e il calciatore di Pier Francesco Pingitore

### Sigle televisive
- Serie Omicidio
- Teatro di EDUARDO
- Schegge di Futuro
- Eccentriche visioni
- Linda e il brigadiere

### Davanti alla macchina da presa
- 1943 - I bambini ci guardano di Vittorio De Sica [lungometraggio]
- 1964 - 1000 e 1 disegno di Paolo Uccello [documentario]
- 1967 - La patata di Gibba [cortometraggio]
- 1972/78 - Un temperamento a 42° di Sandro Lodolo [serie di Caroselli per Liquore Strega]
- 2006 - Gibba nella Cinecittà di cartone di Beppe Rizzo [documentario]

### Libri (scritti da lui)
- 1992 - Il cinema disegnato. Storia e tecnica - co-firmato con Mauro Pintus - Edizione Stampacolor [saggio]
- 2008 - Gibba. Diario di un uomo di grande insuccesso - Edizione Città di Alassio [autobiografia]
- 2010 - Memoriae - Maurizio Giribaldi Editore [raccolta di liriche]
- 2012 - Sina. Je m'en fiche! - Edizioni Proxima Associazione no-profit

### Libri (su di lui)
- 2005 - Grandi corti animati. Gibba, Guido Manuli, Walter Cavazzuti - a cura di Luigi Boledi - Editrice Il Castoro
- 2013 - Gibba e "Lele". L'arte animata di Francesco Maurizio Guido ed Emanuele Luzzati - di Marco Frassinelli e Carlo Griseri - Edizioni Proxima Associazione no-profit

### Fumetti
- Adamo Editoriale Corno
- Corrierino Garzanti Editore: Cucciolino, Cinesini (Pitiping Pitipang), Marziano Pizzirù…
- Il Giornalino Edizioni San Paolo

### Vignette
Su: Il Travaso, La Repubblica, Tribuna illustrata, Il carabiniere, Radiocorriere TV, Rotosei...

### Racconti / Poesie
Per: Il Paese, Playboy, Er Gianicolo, Il Tempo...